# Basilio de Seleucia
Basilio de Seleucia fue arzobispo de Seleucia, capital de Isauria (Asia Menor), en la región montañosa del Tauro. Fue amigo de infancia de Juan Crisóstomo y con sus consejos hizo ver a este en aquel entonces la vanidad de las cosas mundanas y la verdadera importancia que tienen las eternas. Intervino en los concilios de Éfeso y Calcedonia, y en este último fue depuesto de la dignidad de obispo. Pero el emperador Marciano interpuso sus buenos oficios con los padres, a fin de que examinasen otra vez los antecedentes y, si no se oponían las leyes de la Iglesia, tratasen con indulgencia a Basilio. Se revocó la sentencia con aprobación de todos y permitieron que se sentara otra vez en el concilio, y no solo él, sino todos los que habían sido excluidos por dicho motivo.  Esto acaecía en el año 451, es decir, cuarenta y cuatro años después de la muerte de su amigo Crisóstomo, por lo que Focio, en su Biblioteca, le supone de más de cien años de edad. 
Tal vez el nombre de Basilio el Grande ha ofuscado a este, pues pocos le conocen y sus obras se encuentran impresas con las de San Gregorio Taumaturgo en varias ediciones, a pesar de ser más en número y extensión e iguales en mérito.
Una buena edición es la de París (1621), que contiene en un volumen en folio las obras de San Gregorio Taumaturgo, San Macario y de este San Basilio. 
Focio le concede claridad sin embargo le reprende por el uso excesivo de tropos y figuras retóricas. En sus exordios se asemeja a San Juan Crisóstomo en la vehemencia con la que ataca a herejes o los vicios o en la exhortación a la virtud. Además de más de cuarenta homilías o arengas, escribió dos libros Sobre la vida y milagros de la protomártir Santa Tecla, Homilías, un pequeño fragmento de la que lleva el número 39, en el que nos pinta el estado de admiración que se apoderó de la Virgen después del nacimiento de su divino hijo. 